# Fichtenquirlschildläuse

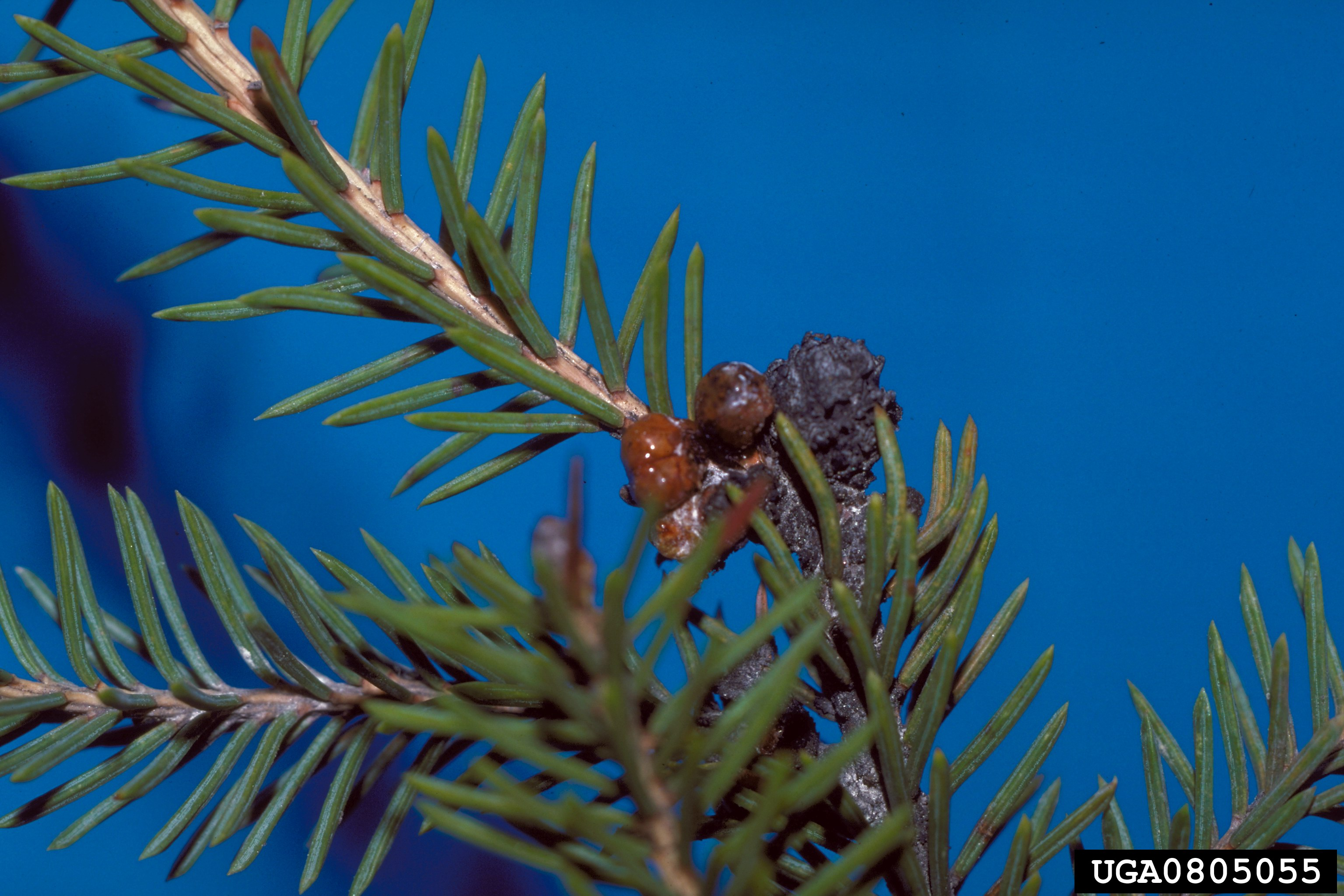
Große Fichtenquirlschildlaus

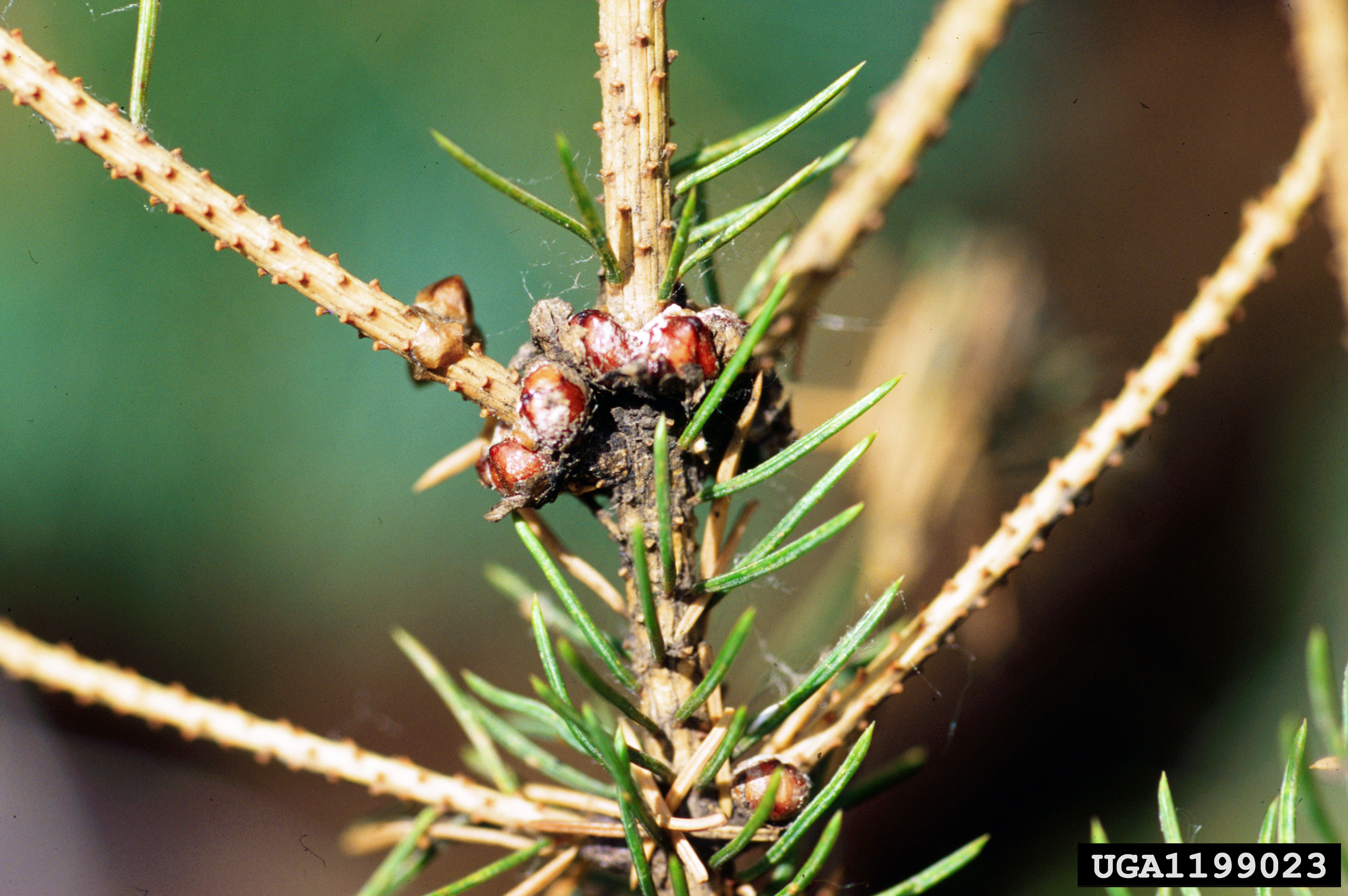
Große Fichtenquirlschildlaus

Fichtenquirlschildläuse (Physokermes) sind eine Gattung innerhalb der Unterordnung der Pflanzenläuse (Sternorrhyncha). Sie leben an Fichten, Tannen, Kiefern und Douglasien.

## Merkmale
Die weiblichen Tiere sind  2,5–6 mm lang, 2–5 mm breit, unsegmentiert, kugelig oder kaffeebohnenförmig verlängert, glänzend, hell kastanienbraun, gelegentlich etwas rötlich gefleckt. Sie sitzen meist in Gruppen in den Fichten-Triebachseln der vorjährigen Triebe. Männliche Tiere sind deutlich kleiner als die Weibchen und geflügelt. Sie sitzen direkt an den Nadeln der Fichten.

## Lebensweise
Die Weibchen werden im Mai/Juni geschlechtsreif und legen unter ihrem Schild etwa 3000 rote Eier ab. Noch im selben Monat schlüpfen die blassroten Larven und setzen sich entweder an den Quirlen der Wirtszweige (zukünftige Weibchen) bzw. an den Nadeln schwachwüchsiger Zweige (zukünftige Männchen) fest. Im September färben sie sich braun und wandern in den obersten Knospenquirl zur Überwinterung. Im Frühjahr des Folgejahres wachsen sie zu Imagines aus.

## Bedeutung
In Mitteleuropa sind die Kleine und die Große Fichtenquirlschildlaus von besonderer Bedeutung, da sie zu den Tannenhoniglieferanten zählen. Die Große Fichtenquirlschildlaus (Physokermes piceae) befällt insbesondere Waldbestände mit Fichten (Picea), wobei die Kleine Fichtenquirlschildlaus (Physokermes hemicryphus) auch an Weißtanne (Abies alba) angetroffen wird. Während letztere überwiegend an älteren Bäumen zu finden ist, Standorte mit kalten vernässten Böden oder sehr trockenem Untergrund werden bevorzugt, besiedelt die Große Fichtenquirlschildlaus (Physokermes piceae) bevorzugt jüngere Pflanzen, besonders bei anhaltend trockener Witterung.
Als Schädlinge treten Physokermes selten in Erscheinung, allenfalls auf trockenen Standorten und in jungen Kulturen können Schäden verursacht werden. Dabei saugen die Tiere den Saft aus allen oberirdischen Teilen, wodurch die Pflanzen geschwächt wird und die Entwicklung der jungen Triebe leiden kann. Es treten Verfärbungen durch vertrocknete Nadeln und Äste auf, was bei akutem Befall auch die gesamte Pflanze betreffen kann. Indirekte Schäden können durch die Ausscheidungen entstehen, die einen charakteristischen grau-schwarzen Lack erzeugen, der später noch dunkler wird und die Photosynthese verringern kann.
Bei gehäuftem Auftreten in Gebieten mit warmem und trockenem Klima sind sie als Honigtaulieferanten bei Imkern gern gesehen. Mitunter entwickelt sich auf dem ausgeschiedenen Honigtau schwarze Rußtaupilze, die die Nadeln und Sproßabschnitte schwarz färben.

## Wirtspflanzen
Picea excelsa, Picea pungens, Picea argentea, Picea sitichensis, Picea orientalis, 
Abies alba, Abies pectina, Pseudotsuga menziesii, Pinus sylvestris

## Artenliste
- Physokermes coloradensis
- Physokermes concolor
- Physokermes fasciatus
- Physokermes hemicryphus (Kleine Fichtenquirlschildlaus, auch Kleine Lecanie genannt)
- Physokermes inopinatus
- Physokermes insignicola
- Physokermes jezoensis
- Physokermes piceae (Große Fichtenquirlschildlaus, auch Große Lecanie genannt)
- Physokermes shanxiensis
- Physokermes sugonjaevi
- Physokermes taxifoliae